# Овід (містечко, Нью-Йорк)
Овід (англ. Ovid) — місто (англ. town) в США, в окрузі Сенека штату Нью-Йорк. Населення — 2847 осіб (2020).

## Демографія
Згідно з переписом 2010 року, у місті мешкало 2311 осіб у 958 домогосподарствах у складі 592 родин. Було 1211 помешкання
Расовий склад населення:
| - 97,1 % — білих - 0,6 % — чорних або афроамериканців - 0,3 % — азіатів - 0,1 % — корінних американців |

До двох чи більше рас належало 1,4 %. Частка іспаномовних становила 1,6 % від усіх жителів.
За віковим діапазоном населення розподілялося таким чином: 22,4 % — особи молодші 18 років, 60,6 % — особи у віці 18—64 років, 17,0 % — особи у віці 65 років та старші. Медіана віку мешканця становила 43,9 року. На 100 осіб жіночої статі у місті припадало 101,1 чоловіків;  на 100 жінок у віці від 18 років та старших — 99,0 чоловіків також старших 18 років.
Середній дохід на одне домашнє господарство  становив 62 397 доларів США (медіана — 43 920), а середній дохід на одну сім'ю — 70 527 доларів (медіана — 53 214). Медіана доходів становила 47 647 доларів для чоловіків та 33 194 долари для жінок. За межею бідності перебувало 13,6 % осіб, у тому числі 17,2 % дітей у віці до 18 років та 2,2 % осіб у віці 65 років та старших.
Цивільне працевлаштоване населення становило 1011 осіб. Основні галузі зайнятості: освіта, охорона здоров'я та соціальна допомога — 33,0 %, роздрібна торгівля — 11,7 %, мистецтво, розваги та відпочинок — 8,5 %, виробництво — 8,1 %.